# Лен Грем
Лен Грем (англ. Len Graham, 17 жовтня 1925, Белфаст — 30 вересня 2007, Блекпул) — північноірландський футболіст, що грав на позиції захисника, зокрема, за «Донкастер Роверз», а також національну збірну Північної Ірландії.

## Клубна кар'єра
У дорослому футболі дебютував 1948 року виступами за команду «Брантвуд», в якій провів два сезони. 
Своєю грою за цю команду привернув увагу представників тренерського штабу клубу «Донкастер Роверз», до складу якого приєднався 1950 року. Відіграв за Відіграв за наступні вісім сезонів своєї ігрової кар'єри. Більшість часу був основним гравцем захисту команди.
Частинк 1959 року провів у складі «Торкі Юнайтед», після чого того ж року повернувся до Північної Ірландії, де став граючим тренером команди клубу «Ардс».

## Виступи за збірну
1951 року дебютував в офіційних матчах у складі національної збірної Північної Ірландії. Протягом кар'єри у національній команді, яка тривала 8 років, провів у її формі 14 матчів.
Був у заявці збірної на чемпіонат світу 1958 року у Швеції, проте на турнірі залишався запасним гравцем і на поле не виходив.
Помер 30 вересня 2007 року на 82-му році життя у Блекпулі.